# Estación Chovet
Chovet era una estación ferroviaria que se ubicaba en el Departamento General López, Provincia de Santa Fe, Argentina.

## Historia
Su construcción finalizó en 1920 a cargo del Ferrocarril Rosario a Puerto Belgrano.